# Orogenesi Trans-Hudson

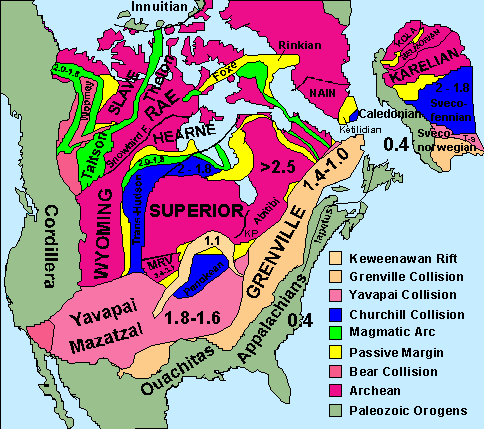
L'orogene Trans-Hudson (in blu), contornato dai cratoni Hearne, Rae, Superiore e Wyoming (in fucsia) che costituiscono il nucleo centrale del cratone nordamericano o Laurentia.

L'orogenesi Trans-Hudson, o orogenesi trans-hudsoniana, è stato l'importante evento orogenetico del Precambriano che ha dato luogo alla formazione dello scudo canadese, del cratone nordamericano o Laurentia, e alla prima forgiatura del continente nordamericano. 
Ha dato origine all'orogene Trans-Hudson (in lingua inglese identificato anche come Trans-Hudson Orogen Transect (THOT) o Trans-Hudsonian Suture Zone (THSZ)), che è la più vasta cintura orogenetica paleoproterozoica al mondo. Questa consiste di un insieme di cinture che si sono formate durante il Proterozoico per accrezione crostale e in seguito alla collisione di pre-esistenti paleocontinenti dell'Archeano. L'evento ebbe luogo tra 2,0 e 1,8 miliardi di anni fa.
L'orogenesi Trans-Hudsoniana suturò assieme i cratoni Hearne, Rae, Superiore e Wyoming per formare il nucleo cratonico nordamericano all'interno di una rete di cinture orogenetiche che includono i margini di almeno nove microcontinenti indipendenti che erano a loro volta sezioni di almeno tre più vasti supercontinenti, Laurasia, Pangea e Kenorlandia (circa 2,7 miliardi di anni fa) e che contengono parti della più antica crosta continentale cratonica conosciuta. Questi antichi blocchi cratonici si suturarono assieme ad archi vulcanici e depositi intraoceanici di precedenti oceani del Proterozoico e del Mesozoico dando luogo all'orogene Trans-Hudson, che produsse una serie intensiva di pieghe e sovrascorrimenti, accoppiati a metamorfismo e intrusioni granitiche.

## Caratteristiche
L'orogenesi Trans-Hudson è una zona di sutura ad angolo retto che si estende dal Saskatchewan in direzione est attraverso le cinture collisionali del cratone Churchill, attraversa la parte settentrionale del Quebec, di parte del Labrador e dell'isola di Baffin, continuando poi verso la Groenlandia come cintura Rinkian e orogenesi Nagssugtodidian. Verso ovest attraversa la baia di Hudson, il Saskatchewan e poi piega 90 gradi a sud attraversando Montana e Dakota; continua passando per la parte orientale del Wyoming e il Nebraska occidentale; viene alla fine interrotta dalla cintura Cheyenne (il margine settentrionale della provincia Yavapai).
A sud l'orogenesi ha contribuito a formare gli strati subsuperficiale del Fanerozoico nel Montana e Dakota, e ha dato luogo alla formazione delle Grandi Pianure.